# Matilde d'Este
Matilde Aurelia Maria d'Este (San Martino in Rio, 2 dicembre 1674 – Novellara, 2 marzo 1732) è stata una nobile italiana.

## Biografia
Matilde nacque il 2 dicembre 1674 a San Martino in Rio; figlia di Sigismondo III d'Este, marchese di San Martino e di Maria Teresa Grimaldi, figlia di Ercole Grimaldi, marchese di Baux.
Nel 1695 sposò Camillo III Gonzaga, conte di Novellara.
L'8 giugno 1714 Matilde, venuta a conoscenza che il marito si era invaghito di Orsola Manari, tentò di farlo ammazzare da due sicari che scaricarono contro la carrozza del conte alcuni colpi di archibugio, mentre usciva dalla rocca; Camillo uscì illeso, ma per punizione e per evitare scandali la rispedì dal padre, tenendo con sé però i figli. Matilde fece ritorno a Novellara soltanto undici anni dopo, in occasione del battesimo della nipote Maria Teresa, figlia di Ricciarda.
Matilde è nota per avere confezionato un potente veleno a base di arsenico, chiamato "acquetta di Novellara", che utilizzava per sbarazzarsi dei propri nemici.
Morì a Novellara il 2 marzo 1732.

## Discendenza
Matilde e Camillo ebbero tre figli:
- Ricciarda (1697 - 1698);
- Ricciarda (1698 - 1768), che sposò Alderano I Cybo-Malaspina, duca di Massa e principe di Carrara;
- Filippo Alfonso (1700 - 1728), ultimo discendente del Casato Gonzaga di Novellara.

## Ascendenza
|                                                          |                      |                                           | Genitori                         |  |  | Nonni |  |  | Bisnonni                                |  |  | Trisnonni                                   |  |
|                                                          |                      |                                           |                                  |  |  |       |  |  | Sigismondo d'Este, II marchese di Lanzo |  |  | Filippo I d'Este, I marchese di San Martino |  |
|                                                          |                      |                                           |                                  |  |  |       |  |  | Sigismondo d'Este, II marchese di Lanzo |  |  | Filippo I d'Este, I marchese di San Martino |  |
|                                                          |                      | Maria di Savoia                           |                                  |  |  |       |  |  | Sigismondo d'Este, II marchese di Lanzo |  |  |                                             |  |
| Filippo II Francesco d'Este, III marchese di San Martino |                      |                                           |                                  |  |  |       |  |  | Sigismondo d'Este, II marchese di Lanzo |  |  |                                             |  |
|                                                          |                      | Francesca Charledes d'Antel d'Hostel      | …                                |  |  |       |  |  |                                         |  |  |                                             |  |
|                                                          |                      | Francesca Charledes d'Antel d'Hostel      | …                                |  |  |       |  |  |                                         |  |  |                                             |  |
|                                                          |                      | Francesca Charledes d'Antel d'Hostel      | …                                |  |  |       |  |  |                                         |  |  |                                             |  |
| Sigismondo III d'Este, IV marchese di San Martino        |                      | Francesca Charledes d'Antel d'Hostel      |                                  |  |  |       |  |  |                                         |  |  |                                             |  |
|                                                          |                      | Carlo Emanuele I di Savoia                | Emanuele Filiberto di Savoia     |  |  |       |  |  |                                         |  |  |                                             |  |
|                                                          |                      | Carlo Emanuele I di Savoia                | Emanuele Filiberto di Savoia     |  |  |       |  |  |                                         |  |  |                                             |  |
|                                                          |                      | Carlo Emanuele I di Savoia                | Margherita di Valois             |  |  |       |  |  |                                         |  |  |                                             |  |
| Margherita di Savoia, marchesa di Dronero                |                      | Carlo Emanuele I di Savoia                |                                  |  |  |       |  |  |                                         |  |  |                                             |  |
|                                                          |                      | Margherita de Roussilon, marchesa di Riva | …                                |  |  |       |  |  |                                         |  |  |                                             |  |
|                                                          |                      | Margherita de Roussilon, marchesa di Riva | …                                |  |  |       |  |  |                                         |  |  |                                             |  |
|                                                          |                      | Margherita de Roussilon, marchesa di Riva | …                                |  |  |       |  |  |                                         |  |  |                                             |  |
| Matilde d'Este, contessa consorte di Novellara           |                      | Margherita de Roussilon, marchesa di Riva |                                  |  |  |       |  |  |                                         |  |  |                                             |  |
|                                                          | Onorato II di Monaco | Ercole di Monaco                          |                                  |  |  |       |  |  |                                         |  |  |                                             |  |
|                                                          | Onorato II di Monaco | Ercole di Monaco                          |                                  |  |  |       |  |  |                                         |  |  |                                             |  |
|                                                          | Onorato II di Monaco | Maria Landi                               |                                  |  |  |       |  |  |                                         |  |  |                                             |  |
| Ercole Grimaldi                                          | Onorato II di Monaco |                                           |                                  |  |  |       |  |  |                                         |  |  |                                             |  |
|                                                          |                      | Ippolita Trivulzio                        | Carlo Emanuele Teodoro Trivulzio |  |  |       |  |  |                                         |  |  |                                             |  |
|                                                          |                      | Ippolita Trivulzio                        | Carlo Emanuele Teodoro Trivulzio |  |  |       |  |  |                                         |  |  |                                             |  |
|                                                          |                      | Ippolita Trivulzio                        | Caterina Gonzaga                 |  |  |       |  |  |                                         |  |  |                                             |  |
| Maria Teresa Grimaldi                                    |                      | Ippolita Trivulzio                        |                                  |  |  |       |  |  |                                         |  |  |                                             |  |
|                                                          |                      | Luca Spinola                              | Gaspare Spinola                  |  |  |       |  |  |                                         |  |  |                                             |  |
|                                                          |                      | Luca Spinola                              | Gaspare Spinola                  |  |  |       |  |  |                                         |  |  |                                             |  |
|                                                          |                      | Luca Spinola                              | Maria Doria                      |  |  |       |  |  |                                         |  |  |                                             |  |
| Maria Aurelia Spinola                                    |                      | Luca Spinola                              |                                  |  |  |       |  |  |                                         |  |  |                                             |  |
|                                                          |                      | Pellina Spinola                           | Giovanni Battista Spinola        |  |  |       |  |  |                                         |  |  |                                             |  |
|                                                          |                      | Pellina Spinola                           | Giovanni Battista Spinola        |  |  |       |  |  |                                         |  |  |                                             |  |
|                                                          |                      | Pellina Spinola                           | Maria Spinola                    |  |  |       |  |  |                                         |  |  |                                             |  |
|                                                          |                      | Pellina Spinola                           |                                  |  |  |       |  |  |                                         |  |  |                                             |  |